# Roncocreagris distinguenda
Roncocreagris distinguenda är en spindeldjursart som först beskrevs av Beier 1959.  Roncocreagris distinguenda ingår i släktet Roncocreagris och familjen helplåtklokrypare. Inga underarter finns listade i Catalogue of Life.